# Antonia Dell’Atte
Antonia Teodora Dell’Atte Felle (Ostuni, Brindisi, 9 de febrero de 1960) es una ex top model y presentadora italiana.

## Biografía
Antonia Dell’Atte es una ex top model y musa de Giorgio Armani que trabajó junto al famoso estilista italiano en tres campañas seguidas: 1984/1985, 1985/1986, 1986/1987. En 1987 dejó su trabajo como modelo al conocer a Alessandro Lecquio, con el cual estuvo casada de 1987 a 1991 y tuvo un hijo llamado Clemente Lorenzo Lecquio di Assaba, nacido en Turín el 2 de abril de 1988.
Dell’Atte reside en España desde 1990, cuando trasladaron a Alessandro Lecquio, que era entonces ejecutivo de Fiat. 
En 1993 participa en el video de la canción Caffè de la Paix de Franco Battiato.
En la temporada 1998-1999, copresentó el programa ¿Qué apostamos? de TVE junto a Ramón García, que antes fue presentado por Ana Obregón.
En 2000, Dell’Atte volvió a ser la imagen de Armani para la muestra organizada en honor del estilista en los Museos Guggenheim. En este año, también publicó su primer disco, He comprado un hombre en el mercado.
En 2006, participó como uno de los miembros del jurado de la versión española del programa Supermodelo.
Durante el mes de julio de 2014, Dell´Atte realiza su primera aparición en los medios tras un prolongado tiempo sin hacerlo, concediendo una entrevista para la revista Pasarela de Asfalto, Luxury Edition y protagonizando la portada de la misma junto a su amigo Víctor Cucart. Ante el gran éxito obtenido, la publicación se vio obligada a poner en marcha las rotativas para difundir una segunda edición que obtuvo el mismo éxito.
En 2018 vuelve a la televisión de la mano del programa Ven a cenar conmigo: Gourmet edition en Cuatro para ejercer de anfitriona y a la vez ser comensal de Alba Carrillo, Fortu y Óscar Martínez. En 2018 también concurso en el famoso programa de televisión MasterChef Celebrity de La 1, llegando a la final y quedando en tercer lugar.
En 2020 le realizan en exclusiva una entrevista a toda su carrera desde el programa de Lazos de sangre en La 1, y es invitada al plató.
En 2024 vuelve a la televisión como miembro del jurado del programa musical Bailando con las estrellas en Telecinco.